# Катена Скаламбра (Палермо)
Катена Скаламбра је насеље у Италији у округу Палермо, региону Сицилија.
Према процени из 2011. у насељу је живело 72 становника. Насеље се налази на надморској висини од 194 м.